# Wujiao, Sichuan
Wujiao (kinesiska: 勿角乡, 勿角) är en socken i Kina. Den ligger i provinsen Sichuan, i den sydvästra delen av landet, omkring 260 kilometer norr om provinshuvudstaden Chengdu. Antalet invånare är 2 240. Befolkningen består av 985 kvinnor och 1 255 män. Barn under 15 år utgör 21,0 %, vuxna 15-64 år 71 %, och äldre över 65 år 6,0 %.
Genomsnittlig årsnederbörd är 954 millimeter. Den regnigaste månaden är juli, med i genomsnitt 214 mm nederbörd, och den torraste är december, med 3 mm nederbörd.